# 都靈 (紐約州村)
都靈（英語：Turin）是位於美國紐約州劉易斯縣的村。

## 人口
根據2020年美國人口普查的數據，都靈的面積為2.66平方千米，皆為陸地。當地共有人口197人，而人口密度為每平方千米74人。